# Norbert Cobabus
Norbert Cobabus (* 1944 in Timmendorfer Strand; † 26. November 2013 in Rödermark) war ein deutscher Bibliothekar, Privatgelehrter und politischer Aktivist, der zahlreiche Schriften zu Zensur in der Bundesrepublik Deutschland, zu Gewerkschaften und zu zahlreichen geisteswissenschaftlichen und politischen Themen veröffentlichte. Cobabus war zeitweise Mitglied im Leitungskader der deutschen Sektion der Vierten Internationale.

## Leben
Norbert Cobabus studierte zunächst nach dem Wunsch seiner Eltern Medizin, brach aber nach dem Physikum das Studium ab und besuchte von 1969 bis 1972 die Fachhochschule für Bibliothekswesen in Köln, wo er den Abschluss als Diplombibliothekar erlangte. Ab 1975 bis zu seiner Pensionierung im Jahr 2009 war er an der Deutschen Nationalbibliothek in Frankfurt (Main) tätig, wo er auch Vorsitzender des Personalrates war. Eine Sammlung von Materialien zum Thema Zensur in Deutschland und in Bibliotheken liegt im Amsterdamer Internationalen Institut für Sozialgeschichte. Umfangreich war er auch als Heimatforscher in seinem letzten Wohnort Rödermark tätig.

## Veröffentlichungen (Auswahl)
- Laizismus und Menschenrechte : ein missverstandener und umstrittener Gesellschaftsaspekt, Münster : ATE 2013, ISBN 978-3-89781-225-3.
- Segregation - Integration - Assimilation und das Phantom der Einheitsgesellschaft, Berlin : ATE 2013, ISBN 978-3-89781-216-1.
- Betriebs-Atmosphären : meine Erlebnisse in der Bibliothekswelt, Berlin : ATE 2012, ISBN 978-3-89781-206-2.
- Eine gerechtere und bessere Welt? : Möglichkeiten und Grenzen normativer Regelungen, Münster : ATE 2012, ISBN 978-3-89781-203-1.
- Herrschaftsideologien : das Schmiermittel der Macht, Münster : ATE 2011, ISBN 978-3-89781-194-2.
- Nachkriegsdeutschland : eine sozial-politische Autobiografie, Berlin ; Münster : ATE 2011, ISBN 978-3-89781-184-3.
- Die Madonna von Hallgarten und ihre Nachbildungen : sowie ihre "Schwestern" aus dem Kloster Eberbach und aus Dromersheim, Rödermark, [Max-Planck-Str. 15] : N. Cobabus 2010.
- Mühlen an der oberen Rodau : Urberach und Ober-Roden, herausgegeben vom  Heimat- und Geschichtsverein Rödermark e.V., Rödermark : Rödermark : Heimat- und Geschichtsverein 2010.
- (als Herausgeber) Flurbezeichnungen und Geschichtliches in den Straßennamen von Rödermark für den Heimat- und Geschichtsverein Rödermark e.V., Rödermark : Heimat- und Geschichtsverein 2006.
- Robert Bloch (1885–1951) : ein Unternehmer in Urberach, Rödermark, Max-Planck-Str. 15 : N. Cobabus 2005.
- (Herausgeber): Bürgerrechte und Bibliotheken : die Aushöhlung des freien Zugangs zu Information und Bildung durch die Ökonomisierung unserer Gesellschaft / [Kongress "Information, Macht, Bildung" - Leipzig, 2004. Akribie - Arbeitskreis Kritischer BibliothekarInnen], Konferenzschrift, herausgegeben für den Arbeitskreis Kritischer BibliothekarInnen, Nümbrecht : Kirsch 2004, ISBN 978-3-933586-36-0.
- Von der "Urhorde" zum "modernen Staat"? : Aspekte zur Soziogenese der Menschheit, Münster : Lit 2004, ISBN 978-3-8258-7381-3.
- Der Mythos vom ökologischen Wissen der "Naturvölker" : eine Auseinandersetzung mit dem Irrglauben über die (angeblich) in Harmonie mit der Natur lebenden traditionellen Kulturgemeinschaften, Frankfurt am Main, Gärtnerweg 7 : N. Cobabus 1993